# Leandro Noli
Leandro Noli (* vor 1939) ist ein ehemaliger uruguayischer Radrennfahrer.
Noli war zunächst als Fußballspieler auf der Position des linken Verteidigers beim Salus F.C. aktiv. Aufgrund von Verletzungen fand er dann zum Straßenradsport.
1939 war er Gesamtsieger bei der Vuelta Ciclista del Uruguay vor dem Zweitplatzierten Paulino García und Luis M. Soler († im Februar 2005) als Drittem. Während der Rundfahrt belegte er zudem auf den ersten beiden Etappen jeweils den zweiten Rang. Noli startete in jenem Jahr für die Mannschaft des Club Nacional de Football. Der Gesamtsieg brachte ihm ein Preisgeld in Höhe von 700 Pesos ein, die er jedoch an seinen Vater weitergab. Zudem hatte der Gesamtsieg das Ende seiner Radfahrertätigkeit zur Folge, denn er hatte zuvor seiner Freundin versprochen, sie im Falle eines Sieges zu heiraten und den Radsport aufzugeben. Die Versprechen löste er innerhalb von zwei Jahren ein.
Die uruguayische Post gab eine Briefmarke mit seinem Konterfei heraus.